# Carlo Brizzolara
Carlo Brizzolara (Noceto, 3 maggio 1911 – Ivrea, 24 ottobre 1986) è stato uno scrittore e giornalista italiano.

## Biografia
Carlo Brizzolara nasce a Noceto, in provincia di Parma, il 3 maggio 1911. Al Liceo ginnasio statale Gian Domenico Romagnosi conosce Attilio Bertolucci e Pietro Bianchi, prosegue quindi gli studi all'Università di Bologna dove si laurea in ingegneria. Nel 1935-36 è volontario per la Guerra d'Abissinia e allo scoppio del secondo conflitto mondiale si arruola nella Folgore. Durante la battaglia di El Alamein cade prigioniero degli inglesi e viene internato nel campo di Geneifa, in Egitto, dal 1942 al 1946. Qui organizza attività culturali come il teatro dei burattini di Capitan Pallino. 
Terminata la guerra inizia a lavorare prima alla Fiat e poi all'Olivetti ad Ivrea dove si trasferirà, alternando l'attività giornalistica per testate come La Gazzetta di Parma e Tuttosport a quella di scrittore e illustratore per ragazzi. Dalla sua opera Temporale Rosy Mario Monicelli trae un film nel 1979. 
Muore nel 1986 ad Ivrea e viene sepolto a Noceto secondo le sue volontà.

## Opere

### Letteratura per ragazzi
- Il pennacchio, Firenze, Vallecchi, 1965
- Ai cani non si tirano sassi, Bologna, Ponte Nuovo, 1970
- Temporale Rosy, Torino, Einaudi, 1971
- Titina F 5: diario di una piccola cilindrata, Torino, Einaudi, 1972

### Teatro
- La Minghina bastonata, Torino, Einaudi, 1975

### Romanzi
- Compagnia Zappatori, Vercelli, La Sesia, 1995

### Antologie
- Racconti dello sport a cura di Giuseppe Brunamontini, Milano, Mondadori, 1972

### Letteratura sportiva
- La vita è sport, Milano, Mondadori, 1974
- La canoa d'acqua viva con Roberto D'Angelo, Milano, Mondadori, 1976
- Manuale pratico di canoa sportiva con Roberto D'Angelo, Milano, Mursia, 1986

### Miscellanea
- Olivetti di Ivrea: visita a una fabbrica con Franco Fortini e Albe Steiner, Ivrea, Uff. Pubblicità Della C. Olivetti e C., 1949